# Museo Histórico Regional Juan Pablo Duffard
El Museo Histórico Regional Juan Pablo Duffard es un museo ubicado en la ciudad capital de la Provincia de Formosa, Argentina. Funciona en la casa que fuera la residencia de Ignacio Fotheringham, primer gobernador del Territorio nacional de Formosa. Fue construida en 1888 y presenta arquitectura colonial, con amplias galerías y techos altos. El 17 de junio de 1953 fue declarado Monumento Histórico Nacional. Lleva el nombre de Juan Pablo Duffard, hijo del  pionero francés Benjamín Duffard que acompañó a Luis Jorge Fontana, fundador de la Ciudad de Formosa, quien de manera personal comenzó reunir objetos con la idea de resguardar la historia y el patrimonio local. Esos y otros objetos son exhibidos en las nueve salas que tiene el museo.